# Blancova klorometilacija
Blancova klorometilacija je organska kemijska reakcija aromatskih obročev s formaldehidom in vodikovim kloridom v prisotnosti cinkovega klorida kot katalizatorja. V reakciji se tvorijo klorometil areni.
Blancova reakcija mora biti izvedena zelo skrbno, tako kot večina klorometilacij, ker se v njej kot stranski produkt tvori zelo rakotvoren  bis(klorometil)eter.